# Ataxia falli
Ataxia falli är en skalbaggsart som beskrevs av Stefan von Breuning 1960. Ataxia falli ingår i släktet Ataxia och familjen långhorningar. Inga underarter finns listade.